# Fête nationale du Québec
Ne pas confondre avec la Fête de la Saint-Jean.
La Fête nationale du Québec, encore communément appelée la fête de Saint-Jean-Baptiste, la Saint-Jean-Baptiste ou la Saint-Jean, est la fête nationale des Québécois. Elle est célébrée le 24 juin.
À l’origine, cette date était celle de la fête religieuse célébrant la naissance de Jean le Baptiste. À partir de 1834, elle s’impose comme fête nationale des Canadiens français. En 1925, la législature de Québec déclare le 24 juin congé férié, et en 1977, un décret officiel du gouvernement en fait la fête nationale du Québec.

## La Saint-Jean, fête religieuse
Les plus anciennes origines de la fête remontent à un temps immémorial. Il était coutume de souligner le solstice d’été, le 21 juin. Au cours de cette journée, la plus longue de l’année, l’on célèbre la puissance fertilisante du soleil; à la nuit tombée sont organisés de grands feux de joie, manière de prolonger la présence de la lumière. Ce moment en est aussi un de rite de passage saisonnier, car c’est alors que s’ouvre la période la plus occupée des travaux agricoles, qui ne s’achèvera qu’à la fin de l’été. En ce sens, la fête constitue l’ultime occasion de célébration collective avant les récoltes.
Avec l’avènement du christianisme, cette fête s’amalgame à celle de la Saint-Jean, célébrée le 24 juin; de cette manière se fusionnent le culte de la lumière à celui de l’illumination divine. Il faut aussi noter que dans la cosmogonie chrétienne, cette date marque, à six mois exactement, le pendant de la naissance du Christ, célébrée par la fête de Noël.

## La fête de la Saint-Jean Baptiste

### En Nouvelle-France

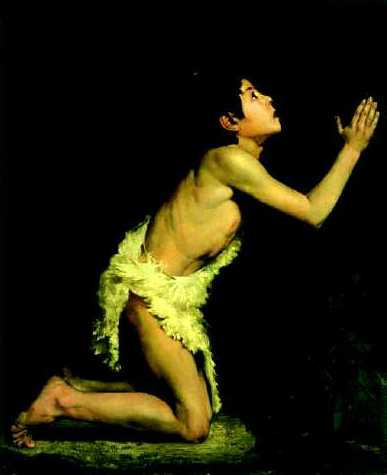
Saint Jean Baptiste, patron des Canadiens français.

La Saint-Jean est célèbrée en France depuis plusieurs siècles : à Paris, mais aussi dans les villages de Normandie et du Poitou, d’où sont originaires nombre de colons venus s’installer en Amérique aux XVIIe et XVIIIe siècles. La fête s’implante ainsi naturellement en Nouvelle-France. La tradition du feu de joie, notamment, se trouve au cœur des célébrations dès le XVIIe siècle. Dans une mention tirée des Relations des jésuites (1636), Jérôme Lalemant raconte qu’un feu de la Saint-Jean fut allumé le 23 juin « sur les huit heures et demie du soir », en présence du gouverneur. Après l’oraison, « On tira cinq coups de canon, et on fit deux ou trois fois la décharge de mousquets, ».
La pratique se généralise : la veille de la fête, le curé de la paroisse bénit un grand bûcher, lequel sera allumé par un représentant de l’autorité civile. On passe ensuite la nuit à danser autour du brasier, et selon ce que veut la tradition, les jeunes filles qui parviennent à sauter par-dessus le feu se marieront au cours de l’année à venir.
Les vertus de l’eau sont aussi célébrées : d’après la coutume, c’est le soir du 23 juin que l’on permet le premier bain de l’année, dans les lacs, les rivières ou le fleuve. Le choix de cette date est bien entendu lié à la température (on considère qu’il fait assez chaud pour qu’on puisse se baigner à l’aise), mais aussi aux convictions religieuses. Associées à l’eau miraculeuse du baptême, les eaux de la Saint-Jean sont considérées détenir un certain pouvoir de guérison.
Aux débuts de la colonie, le saint patron de la Nouvelle-France n’est pas saint Jean Baptiste, mais bien saint Joseph, dont on célèbre la fête le 19 mars. Il n’empêche que c’est la date du 24 juin qui obtient la faveur populaire, probablement parce que cette période est plus propice aux célébrations que le froid et pluvieux mois de mars. En 1694, l’Église confirme l’importance de la Saint-Jean-Baptiste en Nouvelle-France en faisant d’elle une fête célébrée officiellement.

### Au XIXe siècle

#### 1800-1842

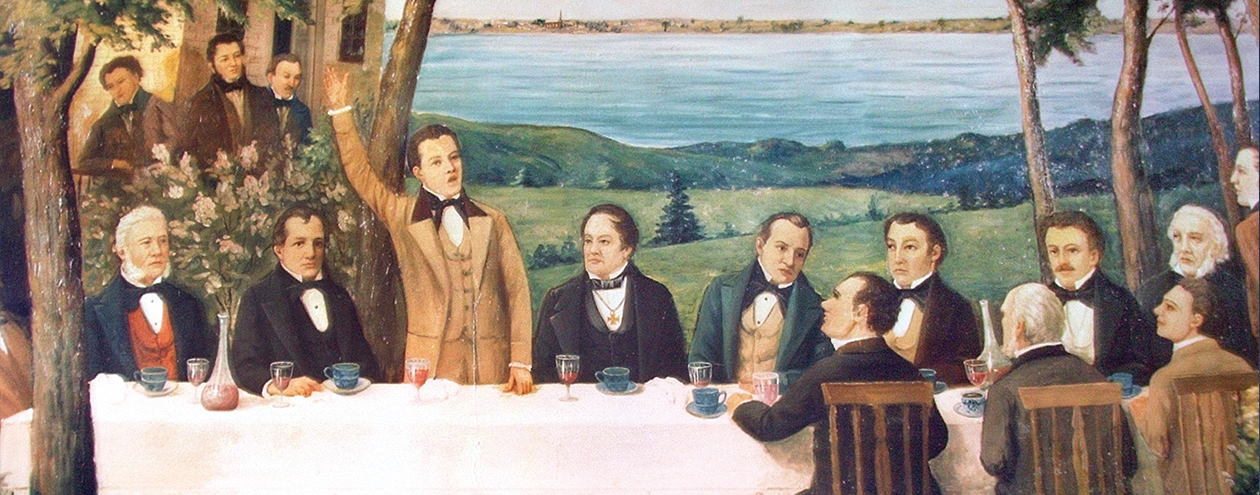
Banquet de la Saint-Jean-Baptiste avec Ludger Duvernay au centre

Au cours des premières années du XIXe siècle, la popularité de la Saint-Jean Baptiste au Canada français ne se dément pas. Le saint devient si populaire que nombre de familles nomment leur garçon en son honneur. Le prénom devient à ce point répandu que les Canadiens anglais et Américains en font un surnom (parfois péjoratif) pour désigner les Canadiens français. Cette identification des Canadiens français au patronyme Jean-Baptiste laisse présager l’évolution future de la signification de la fête.
La dimension « nationale » de la Saint-Jean Baptiste émerge dans la première moitié des années 1830. Le contexte politique s’y prête : en février 1834, à l’initiative du Parti patriote et de son chef Louis-Joseph Papineau, la Chambre d’assemblée du Bas-Canada présente une liste de doléances aux autorités coloniales à Londres, les 92 résolutions. Le patriote Ludger Duvernay, directeur du journal La Minerve, décide d’organiser un événement en appui à la cause. Il choisit le 24 juin pour convier une soixantaine de personnes à un banquet extérieur où l’on discutera de l’avenir du peuple canadien français; parmi les convives, on retrouve le maire de Montréal Jacques Viger ainsi que plusieurs personnalités patriotes telles que George-Étienne Cartier et Louis-Hippolyte Lafontaine. Les invités inaugurent la célébration en portant pas moins de 25 toasts, dont le premier, « Au peuple, source de toute autorité légitime », résume à lui seul la teneur fortement politique de l’événement. Au cours de la soirée, marquée par de nombreux discours patriotiques, Duvernay informe les convives qu’il compte faire de ce jour la fête nationale des Canadiens français. Il justifie cette décision par le fait que les autres groupes ethnoculturels du Bas-Canada organisent eux aussi des célébrations annuelles de leur nationalité, tels les Irlandais, qui fondent la St. Patrick’s Society en mars 1834 pour s’occuper de la fête de la Saint-Patrice.
Les trois années suivantes, la fête est célébrée à Montréal et dans quelques villages environnants, dont Saint-Denis. En raison des troubles et de la répression liés à la Rébellion patriote, la Fête n’a pas lieu de 1838 à 1842.

#### 1842-1866

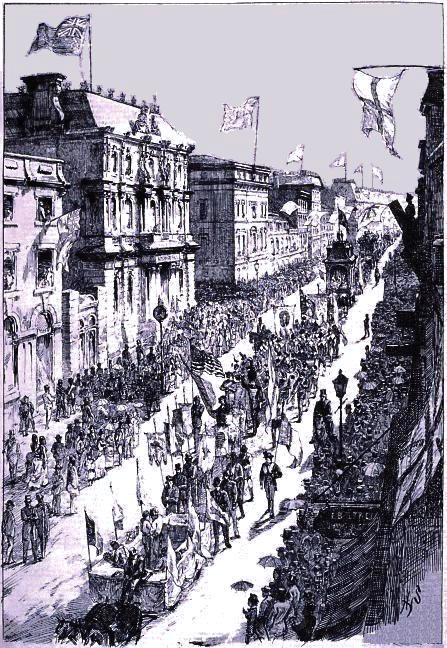
La grande fête nationale des 24 et 25 juin 1874, à Montréal. La procession passant dans la rue Saint-Jacques.

Les lendemains de l’échec de la Rébellion et en particulier l’avènement du régime de l’Union avec le Haut-Canada annoncent une période de reconfiguration au sein de la société du Bas-Canada (maintenant appelé Canada-Est). L’élan politique républicain, avec sa conception civique de la nationalité, est stoppé net; s’y substitue un projet de survivance culturelle, sous l’influence d’une vision de la nation canadienne-française orientée par l’Église catholique. Selon Zubrzycki, l’Église usera de la figure de Jean-Baptiste pour composer un récit messianique de la destinée des Canadiens français en Amérique du Nord : ils seront les précurseurs d’un véritable renouveau moral et religieux. Ainsi, en établissant des analogies entre sa vie telle que racontée dans la Bible et l’histoire du Canada français, « on en viendra à élever ce saint au rang de figure de proue de la Nation ».

En parallèle à cette évolution du discours religieux, les années 1840 et 1850 voient naître une multitude d’Associations ou Sociétés Saint-Jean-Baptiste. Ces regroupements nationalistes essaiment dans tout le Québec : l’Association Saint-Jean-Baptiste de Québec s’occupe de l’organisation des festivités du 24 juin dans cette ville dès 1842. Celle de Montréal (qui prend le nom de « Société » en 1914) fait de même en 1843, et celle de Sherbrooke en 1858. D’autres sociétés voient le jour là où l’on retrouve des Canadiens français en Amérique, du Manitoba à la Nouvelle-Angleterre, en passant par New York, où est fondée en 1850 la première Société Saint-Jean-Baptiste aux États-Unis.

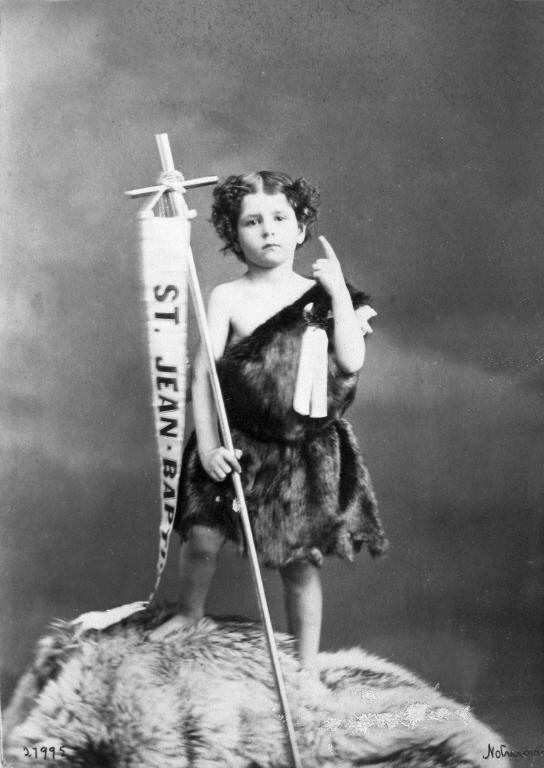
Photo d’un enfant déguisé en Saint-Jean Baptiste.

À cette époque, les célébrations du 24 juin se résument bien souvent à une grande messe, au cours de laquelle on distribue le pain bénit, avant le départ d’un défilé (appelé procession, rappelant le caractère religieux de la Fête) à travers les rues de la ville. Les feux d’artifice font leur apparition dans les villes dans les années 1860.

#### 1867-1879
Dans la seconde moitié du XIXe siècle, les célébrations de la Saint-Jean-Baptiste atteignent un degré de popularité jusque-là inédit. La fête devient l’occasion de sermons, de discours politiques, de manifestes nationalistes et de rassemblements populaires voués à la diffusion d’une certaine vision de l’identité canadienne-française. Dans les grandes villes comme Montréal et Québec on poursuit la tradition des grand-messes et des processions, mais ces dernières se transforment peu à peu en défilés à grand déploiement où paradent des chars allégoriques élaborés. Avec le temps s’installe une nouvelle tradition : un garçonnet blond et frisé représentant le petit Jean-Baptiste, généralement accompagné d’un agneau, se retrouvera désormais sur le dernier char du défilé. Les maisons sont décorées de banderoles et de drapeaux à l’imagerie catholique, et les années où la Fête-Dieu tombe peu de temps avant le 24 juin, les énormes arcs de triomphe floraux qui ornent les rues sont laissés en place en vue du défilé. Après sa conclusion, le peuple se retrouve pour des pique-niques alors que l’élite tient de somptueux banquets.
Certaines années, des associations locales organisent des congrès extraordinaires dans le but de rassembler les communautés canadiennes-françaises du continent. En 1874, année du 40e anniversaire de l’Association Saint-Jean-Baptiste de Montréal, soixante mille personnes (dont la moitié viennent de Nouvelle-Angleterre) visitent la métropole dans le contexte d’une vaste « convention nationale ». Une autre grande convention nationale sera tenue avec succès à Québec en 1880.

### Au XXe siècle (1900-1976)

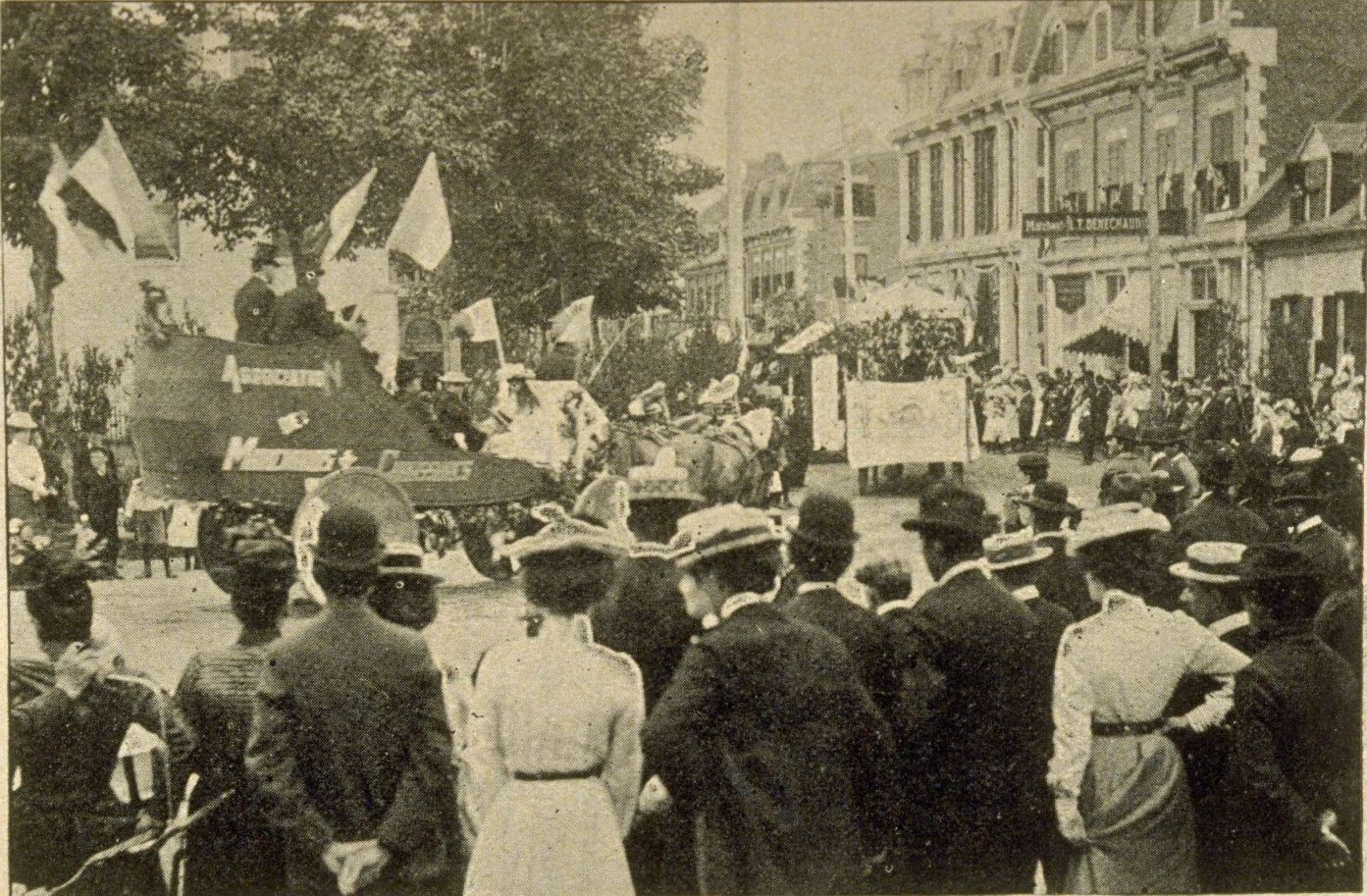
Célébration de la Saint-Jean Baptiste à Trois-Rivières en 1901

#### 1900-1929
Si au début du XXe siècle la fête de la Saint-Jean-Baptiste est bien implantée au sein de la société canadienne-française, il demeure qu’elle suscite certaines interrogations. Certains déplorent le fait qu’elle soit surtout célébrée dans les grands centres urbains, et peu dans les campagnes. D’autres dénoncent la commercialisation croissante de la fête, qui se manifeste notamment par la promotion de produits de consommation sur les chars allégoriques lors des défilés. Enfin, des critiques comme le polémiste Olivar Asselin font connaître leur malaise de voir associées religion et patrie dans les célébrations,.

En guide de réponse à ce discours, et pour s’assurer de ne pas voir la fête laïcisée, la Société Saint-Jean-Baptiste de Québec formule une requête à Rome : on demande que Jean-Baptiste soit officiellement reconnu en tant que saint patron des Canadiens français. Le pape Pie X accède à la demande par une bulle papale en février 1908.

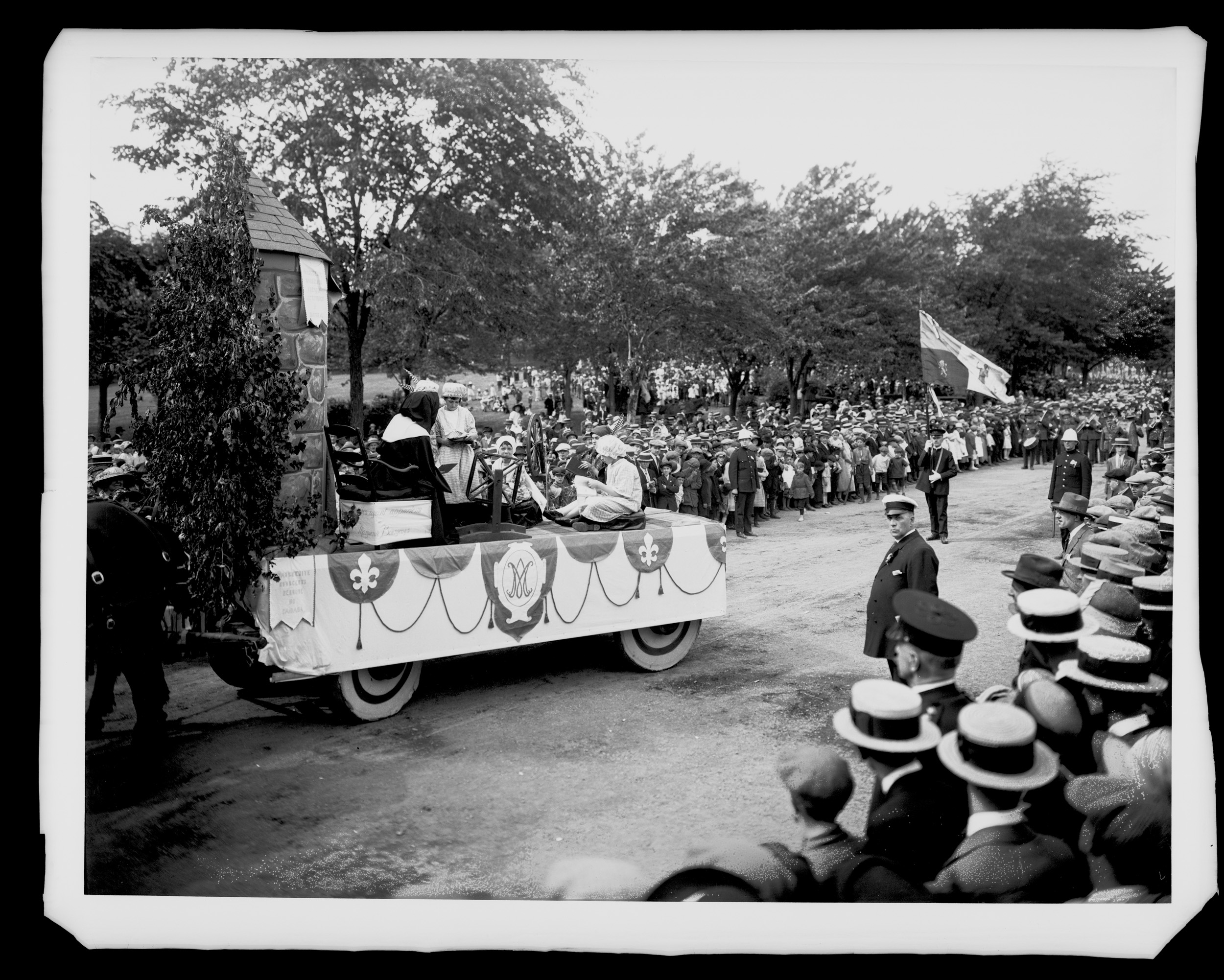
Procession de la Saint-Jean-Baptiste à Montréal, char allégorique, 24 juin 1924.

La Première guerre mondiale ralentit l’ardeur des célébrations de la fête, mais au cours des années 1920 elle fait l’objet d’un engouement nouveau. Il faut dire que se manifeste à l’époque un certain regain nationaliste au sein de l’élite canadienne-française, dans la foulée de la crise du Règlement 17 en Ontario et celle de la conscription de 1917. On voit apparaître une nouvelle génération de nationalistes, parmi laquelle on retrouve Lionel Groulx et les militants de l’Action française, et la Société Saint-Jean-Baptiste de Montréal multiplie les œuvres patriotiques. En marge du défilé de la fête nationale de 1924 (qui a pour thème « Ce que l’Amérique doit à la race française »), on inaugure la croix du mont Royal ; en rappelant les gestes d’occupation du territoire par Jacques Cartier en 1534 et Paul Chomedey de Maisonneuve en 1642, on symbolise la réappropriation de la métropole par les francophones.
C’est dans ce contexte de renouveau du nationalisme que sont posés les premiers jalons d’une politique publique de la fête nationale. Après une intense campagne de lobbying de la Société Saint-Jean-Baptiste de Montréal, un projet de loi ( le bill Tétreau, du nom de son parrain, le député Ernest Tétreau) faisant de la fête nationale jour de fête légale au Québec est adopté en 1925. La fête obtient donc une reconnaissance officielle; elle est fériée, sans être chômée. En effet, les commerces et les usines ne sont pas tenus de fermer leurs portes et la loi ne prévoit pas de compensation pour les travailleurs désirant profiter de la journée. Cette situation perdurera jusqu’aux années 1970.

#### 1930-1960

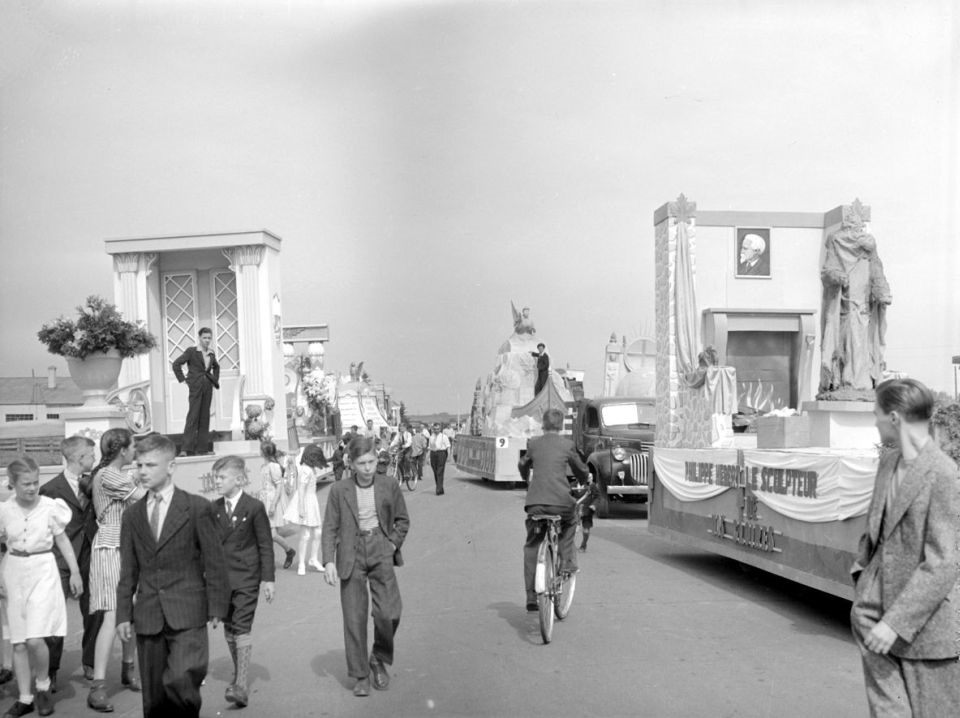
Les chars allégoriques du défilé prêts à partir à Montréal en 1946

La crise économique des années 30 occasionne un ralentissement des activités de la Fête. Au creux de la crise, en 1933, le traditionnel défilé montréalais n’a pas lieu. Au cours de la Seconde guerre mondiale, le débat autour de la conscription provoque des tensions avec le gouvernement fédéral, qui aurait préféré voir les défilés annulés. Celui tenu en 1942 verra les chars allégoriques tirés par des chevaux plutôt que par des camions, par souci d’économie.
Les célébrations reprennent de plus belle après la guerre. En 1947, les sociétés Saint-Jean-Baptiste se regroupent en une Fédération, qui deviendra plus tard le Mouvement national des Québécois. L’année 1948 marque un tournant dans l’histoire de la fête, car c’est à ce moment qu’est adopté le fleurdelisé comme drapeau national. Il devient rapidement un symbole de l’appartenance au Québec et prend sa place au cœur des célébrations du 24 juin.
Selon Gagnon, le rituel de la Fête nationale change peu jusqu’à la fin des années 1960 : « perpétuant la tradition établie au XIXe siècle, les messes, les défilés, les compétitions sportives, les banquets et les concerts […] sont les principales composantes de la fête. Celle-ci projette l’image d’un Canada français attaché à la langue française et à la religion catholique ».
L’organisation du défilé se professionnalise, en particulier à Montréal : depuis 1924, la Société Saint-Jean-Baptiste de Montréal confie la tâche à une équipe responsable de concevoir les chars allégoriques autour d’un thème choisi à chaque année pour célébrer la nationalité canadienne-française. De 1924 à 1969, le défilé emprunte la rue Sherbrooke, d’est en ouest, traversant la médiane linguistique, économique et culturelle qu’était alors le boulevard Saint-Laurent. Selon Gérin, en quittant les quartiers ouvriers traditionnellement francophones pour investir des lieux associés aux communautés écossaise et anglaise, la parade pouvait susciter chez ses participants un certain sentiment de défi, voire de conquête.

#### 1960-1977
Au cours de la période appelée « Révolution tranquille », les festivités de la fête nationale témoignent des grands changements sociaux et politiques en cours. Un des principaux axes de contestation touche à la place de l’Église et en particulier aux figures de Saint-Jean-Baptiste et de son agneau, de plus en plus décriées. Selon Zubrzycki, la critique se fonde sur deux motifs principaux : d’une part, on rejette ce récit à la fois religieux et national en le qualifiant de rétrograde et désuet; d’autre part, on juge que le fait de symboliser la nation par un enfant est infantilisant et illustre la soumission des Canadiens français. La mise au rancart de ces symboles à la fois religieux et nationaux correspond à l’émergence d’une nouvelle conception de l’identité nationale. C’est d’ailleurs au cours de ces années que l’appellation « Québécois » tend à s’imposer face à celle de « Canadien français ».
Cette évolution de la perception qu’ont les Québécois ont d’eux-mêmes se reflète dans les défilés de la Saint-Jean. Sur les chars allégoriques, les clochers et l’architecture en pierre des champs se voient remplacés par des costumes à la mode, des trains souterrains et des gratte-ciels de style international. Le portrait collectif qu’on cherche à projeter est celui d’une identité québécoise, laïque, moderne et bien nord-américaine.
Dès le début des années 60, le défilé devient une cible de choix pour les manifestants. Rassemblant des dignitaires, des journalistes et des équipes de télévision (en plus de milliers de spectateurs, sur place ou à la maison), il constitue une tribune idéale pour les groupuscules politiques et contestataires désirant faire entendre leur voix. Les actions des premières années sont relativement bénignes, mais avec le temps les incidents violents se multiplient, atteignant leur paroxysme à la fin des années 60.
La montée du mouvement indépendantiste provoque une exacerbation des tensions qui a souvent des échos dans le contexte de la fête. En 1962, le défilé de la Saint-Jean-Baptiste est retardé parce que des militants souverainistes ont kidnappé l’agneau; Marcel Chaput, président du RIN, déclare qu’ « en représentant la nation sous cette forme, la Société Saint-Jean-Baptiste perpétue un état d’infériorité qu’elle prétend combattre ». L’année suivante, l’animal ne figure pas dans le défilé et n’y reviendra jamais plus. Quant à la figure de l’enfant blond, elle est retirée à son tour des défilés dès 1964 pour être remplacée par une statue représentant Jean-Baptiste adulte.
À l’orée des années 70, on voit s’opérer des changements dans la manière dont est célébrée la fête. À Montréal, les débordements des années précédentes ont laissé un goût amer : aucun défilé ne sera organisé entre 1970 et 1980. D’autres formes de festivités gagnent en popularité, notamment les fêtes de quartier et les grands rassemblements musicaux. À la faveur d’un climat politique effervescent, les années 1975 et 1976 verront la tenue de gigantesques fêtes sur le mont Royal (à Montréal) et au Bois de Coulonge (à Québec).

## La Fête nationale du Québec (1977- )
À partir des années 70, l’État québécois tend à déployer des efforts visant à mieux encadrer la fête. C’est toutefois l’arrivée au pouvoir du Parti québécois, en novembre 1976, qui marque une nouvelle ère dans l’histoire des célébrations du 24 juin. Par deux arrêtés en conseil (février et mai 1977) promulgués quelques mois à peine après son élection, le gouvernement péquiste de René Lévesque proclame son intention de faire du 24 juin la Fête nationale du Québec. Une loi officialisant le statut de la fête est adoptée en juin 1978. La journée sera désormais fériée et chômée.

La décision du gouvernement s’appuie sur deux motifs principaux. Tout d’abord, on cherche à renforcer le statut de la fête : en faisant de cette journée un congé chômé, on la rend accessible au plus grand nombre de Québécois. D’autre part, en conférant le statut juridique de fête nationale au 24 juin le gouvernement Lévesque se trouve à la séculariser. Délestée de sa dimension religieuse, cette date peut dès lors être vue comme la fête de tous les Québécois, peu importe leur origine ethnique ou leur religion, plutôt que d’être la fête traditionnelle des Canadiens français.

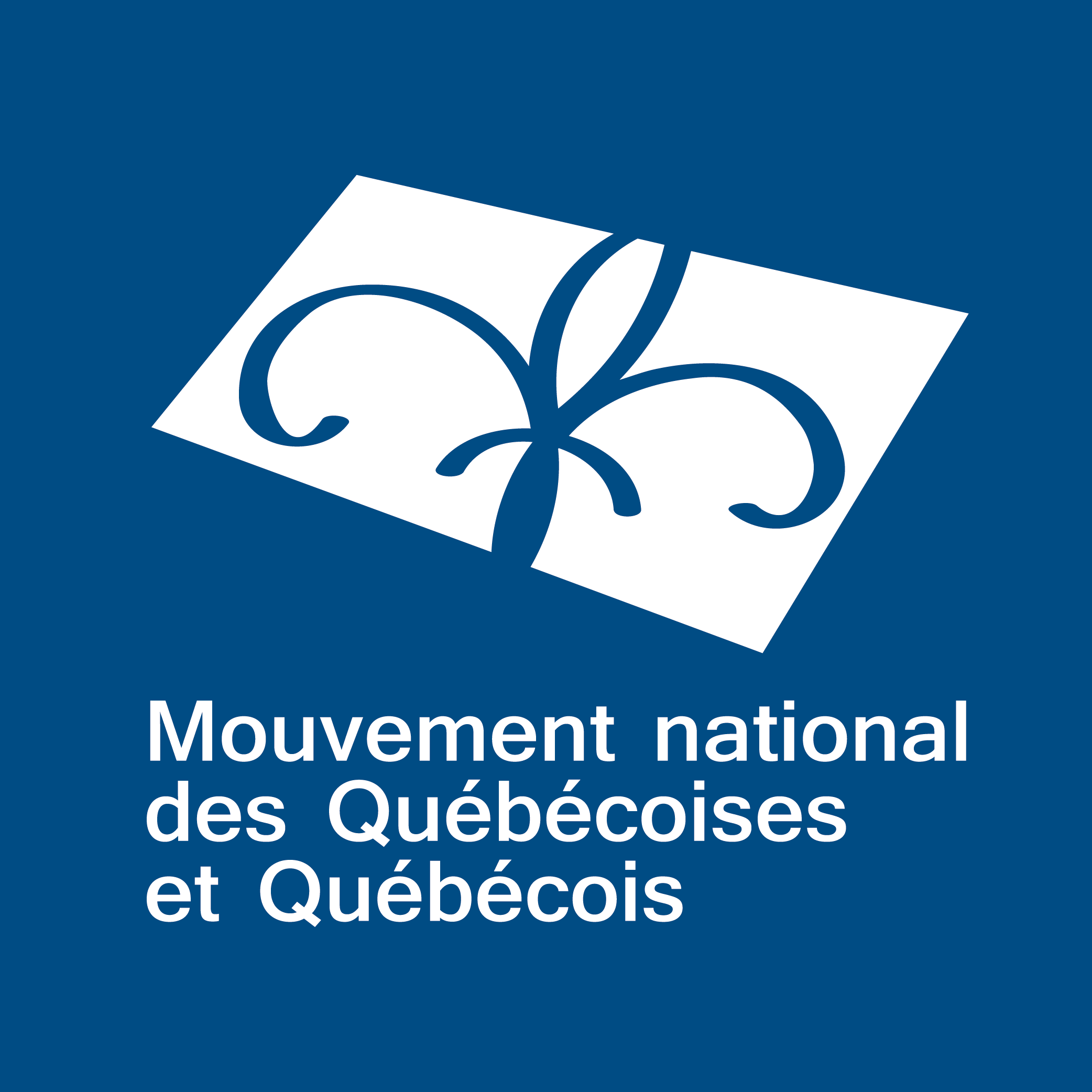
Logo du MNQ

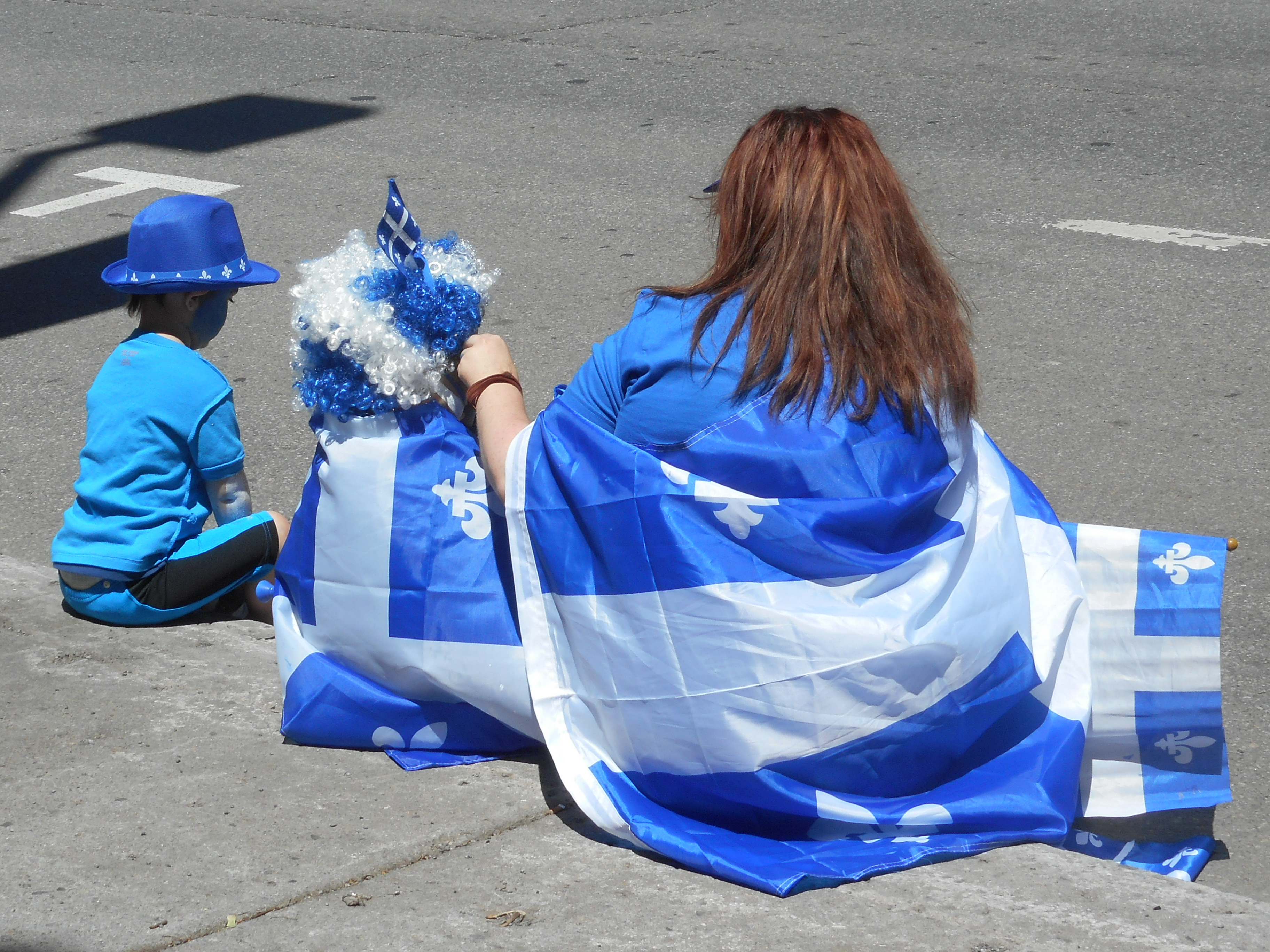
Une mère et ses enfants célébrant la Fête nationale (2015).

Une des manifestations les plus concrètes de ce nouveau statut de la fête est la volonté de multiplier les activités en la décentralisant sur le territoire. Pour la première fête nationale en 1977, l’initiative entraîne la tenue de près de 900 fêtes dans 275 municipalités.
En 1978 est créé le comité organisateur de la fête nationale du Québec. Le comité délègue d'abord l'organisation des événements à la Société Saint-Jean-Baptiste; en 1984, l'organisation est confiée au Mouvement national des Québécoises et des Québécois.
Au cours des années suivantes, la fête se déploie au rythme des activités popularisées au cours des années 70, principalement les fêtes de quartier et les grands rassemblements musicaux. On tente de faire revivre les défilés et marches de la Saint-Jean-Baptiste de diverses façons, sans qu’aucune ne s’établisse durablement en tant que tradition. Une possible exception est le défilé de type « carnaval » au cours duquel on peut apercevoir des marionnettes géantes représentant des figures et des concepts emblématiques du Québec, de Jeanne Mance à René Lévesque en passant par Maurice Richard, Louis Cyr ou des archétypes comme l’hiver, la cabane en bois rond ou le fleuve Saint-Laurent.
À d’autres occasions, le défilé est l’occasion de souligner la contribution des nouveaux arrivants à la société québécoise, comme en 1998 (communauté chinoise) ou 1999 (communautés des Caraïbes). Ces initiatives illustrent que bien qu’elle comporte toujours une forte dimension liée à l’ancien Canada français, la fête nationale est véritablement devenue une fête se basant sur une conception inclusive et civique de l’identité nationale québécoise.

## Éléments constitutifs de la fête à travers l'histoire

### L'image du saint

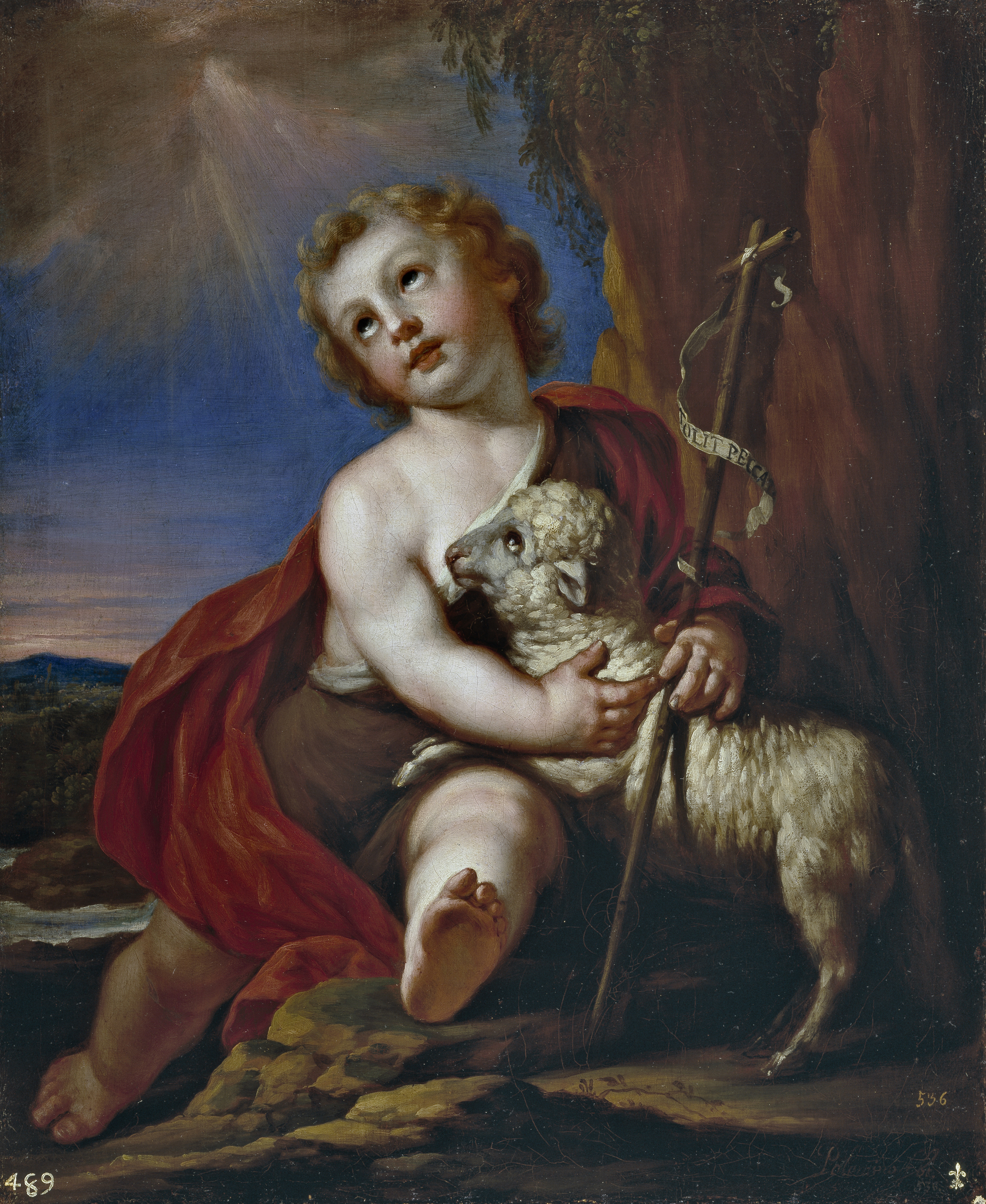
Jean-Baptiste enfant, avec agneau

Selon la Bible, Jean Baptiste était le cousin de Jésus, dont il était l’aîné de six mois. Il avait pour mission d’annoncer l’avènement d’une nouvelle ère et la venue du Messie; pour cette raison, dans la tradition catholique, on l’appelle le « précurseur ». Le clergé catholique canadien du XIXe siècle en vient à associer la mission des Français au Nouveau Monde à celle de Jean-Baptiste. Zubrzycki le résume ainsi : « Comme le précurseur a annoncé la venue du Christ puis l’a baptisé en lui confiant la mission d’apporter le salut à un monde corrompu, les Français ont découvert le Canada […] En fondant ce pays, ils ont donné la providence au Nouveau Monde. […] Comme le précurseur, le peuple canadien-français entretient une relation privilégiée avec le Christ; il s’agit du peuple élu ».
En France, Jean-Baptiste était depuis longtemps considéré comme le protecteur des bergers; nombre de ces bergers étant des enfants, il était courant d’évoquer le saint sous les traits d’un enfant couvert d’une peau de mouton. En 1866, un certain Alfred Chalifoux, tailleur à Montréal, inspiré par des peintures religieuses vues dans des églises, a l’idée d’intégrer à la procession un jeune garçon représentant le petit Jean-Baptiste accompagné d’un agneau. La mise en scène imaginée par Chalifoux étant déjà connue et comprise de tous, elle est rapidement adoptée et devient la norme pour près d’un siècle.

### L'agneau
L’agneau accompagnant Jean-Baptiste signifie beaucoup plus que le simple animal sur lequel veille le berger. Sur les banderoles accompagnant le tableau vivant lors des défilés, on voit apparaître les mots Ecce agnus Dei, « Voici l’agneau de Dieu ». L’agneau représente le Christ, celui dont la force provient de la douceur et de l’amour.
Au cours de la Révolution tranquille des années 1960, la figure de l’agneau fera l’objet de nombreuses critiques, jusqu’à être totalement retirée de la fête. Dans un contexte de réveil nationaliste, on considère qu’associer la nation à un agneau revient à dire que les Canadiens français sont en grande partie responsables de leur situation économique difficile, car ils laissent les loups leur « manger la laine sur le dos ».

### Les processions / défilés
| Année     | Thème du défilé                                                                   | Année | Thème du défilé                                                         |
| --------- | --------------------------------------------------------------------------------- | ----- | ----------------------------------------------------------------------- |
| 1924      | Ce que l'Amérique doit à la race française                                        | 1925  | Vision du passé - Coutumes et traditions ancestrales du Canada français |
| 1926      | Hommage aux patriotes 1837-1838                                                   | 1927  | Quatre siècles d’histoire                                               |
| 1928      | Nos chansons populaires                                                           | 1929  | Les contes et les légendes du Canada français                           |
| 1930      | Je me souviens                                                                    | 1931  | Vive la Canadienne                                                      |
| 1932      | Gloire au sol                                                                     | 1933  | Aucun défilé                                                            |
| 1934      | Anniversaires, histoire, progrès                                                  | 1935  | Le Saint-Laurent et les Grands Lacs                                     |
| 1936      | Les voix du passé – Évocation de nos poètes disparus                              | 1937  | Ô Canada! Mon pays, mes amours                                          |
| 1938      | Les pionniers de la prose au Canada français avant 1900                           | 1939  | : Le Canada français est resté fidèle                                   |
| 1940      | Leçons d’énergie                                                                  | 1941  | Hommage à la famille paysanne canadienne-française                      |
| 1942      | Naissance d’une ville catholique et française au XVIIe siècle : Ville-Marie       | 1943  | Hommage à la mère canadienne                                            |
| 1944      | Hommage à l’éducateur                                                             | 1945  | Les groupes français d’Amérique                                         |
| 1946      | Les Canadiens français et les sciences                                            | 1947  | La patrie, c’est ça                                                     |
| 1948      | La cité                                                                           | 1949  | L’expansion française en Amérique                                       |
| 1950      | Le folklore                                                                       | 1951  | Le Canada français dans le monde                                        |
| 1952      | Notre héritage culturel                                                           | 1953  | Nos richesses économiques                                               |
| 1954      | Fidélité mariale                                                                  | 1955  | L’Acadie rayonnante                                                     |
| 1956      | Le visage du Canada français                                                      | 1957  | Sa Majesté la langue française                                          |
| 1958      | Champlain, père de la Nouvelle-France et [de] Québec, capitale du Canada français | 1959  | Le Saint-Laurent : la route qui marche                                  |
| 1960      | La présence canadienne-française                                                  | 1961  | Hommage à la femme canadienne-française                                 |
| 1962      | L’épanouissement du Canada français                                               | 1963  | La joie de vivre                                                        |
| 1964      | Le Canada français, réalité vivante                                               | 1965  | Montréal, ville dynamique                                               |
| 1966      | La présence canadienne-française dans le monde                                    | 1967  | La vocation internationale du Québec                                    |
| 1968      | Québec 68                                                                         | 1969  | Québec, mon amour                                                       |
| 1970-1980 | Aucun défilé                                                                      | 1981  | Les forces vives                                                        |
| 1982-1987 | Aucun défilé                                                                      | 1988  | Une démocratie à venir, à bâtir, à préserver                            |
| 1989      | Aucun défilé                                                                      | 1990  | Le Québec : 30 ans de puissance tranquille                              |
| 1991      | La marche des géants                                                              | 1992  | Sept moments de notre histoire                                          |
| 1993      | Clin d’œil à la chanson québécoise                                                | 1994  | Gens du pays                                                            |
| 1995      | Le fleuve                                                                         | 1996  | Reflets du Québec                                                       |
| 1997      | Une équipe d’étoiles                                                              | 1998  | Hommage à la communauté chinoise                                        |
| 1999      | Hommage aux communautés des Caraïbes                                              | 2000  | Hommage à la culture autochtone                                         |
| 2001      | Aucun défilé                                                                      | 2002  | Fêtes et festivals québécois                                            |
| 2003      | Sur mon chemin j’ai raconté                                                       | 2004  | Aucun défilé                                                            |
| 2005      | Un air de fête, un air en tête!                                                   | 2006  | À notre image                                                           |
| 2007      | À nous, le monde!                                                                 | 2008  | Quatre siècles… à célébrer!                                             |
| 2009      | Une voix qui porte!                                                               | 2010  | Célébrons notre créativité                                              |
| 2011      | Entrez dans la légende (défilé des géants)                                        | 2012  | Le Québec en nous, terre française d’Amérique                           |
| 2013      | Le Québec en nous, d’hier à demain                                                | 2014  | Nous sommes le Québec                                                   |
| 2015      | 8 millions d’étincelles                                                           | 2016  | Québec, de l’art pur                                                    |
| 2017      | Québec, emblème de notre fierté                                                   | 2018  | La rencontre des vents                                                  |
| 2019      | Le Québec à la belle étoile                                                       |       |                                                                         |

## Éditions marquantes

### 1834
Lors d’un banquet tenu dans les jardins de John McDonnell, avocat de Montréal et ami des patriotes, Ludger Duvernay proclame le 24 juin comme fête nationale.
La Minerve rapportera ainsi l’événement : « La plus grande gaieté régna pendant la soirée […] Les lumières suspendues aux arbres, la musique et l’odeur embaumée que répandaient les fleurs, la beauté du site, tout tendait à ajouter aux charmes du spectacle. Cette fête […] ne sera pas sans fruits. Elle sera célébrée annuellement comme fête nationale, et ne pourra manque de produire les plus beaux résultats ».
C’est en cette occasion qu’est chantée pour la première fois Ô Canada, mon pays, mes amours, une chanson composée par George-Étienne Cartier, alors jeune étudiant.

### 1874
Pour cette année du 40e anniversaire de l’Association Saint-Jean-Baptiste de Montréal, on lance l’idée d’un rassemblement des Canadiens français du Canada et des États-Unis. Le défilé organisé dans le cadre de cette « convention nationale » est d’une ampleur jamais vue : y participent 91 sociétés, 12 chars allégoriques, 31 corps de musique et 10 000 figurants. Le défilé est suivi d’une imposante messe à l’église Notre-Dame, puis d’un banquet rassemblant 1300 convives au Marché Bonsecours.

### 1880
Inspirée par le succès des festivités de 1874 à Montréal, la Société Saint-Jean-Baptiste de Québec invite les Canadiens français à participer à une nouvelle convention nationale le 24 juin 1880. Répondant à l’appel, une foule de 40 000 personnes se rassemble sur les Plaines d’Abraham pour une messe incluant un chœur de 600 voix. La foule entame par la suite une procession vers la ville, et le tout se termine avec un immense banquet. De l’avis général, les fêtes de 1880 sont un immense succès et constituent la plus importante manifestation de la Saint-Jean-Baptiste au XIXe siècle.
C’est lors de cet événement qu’on entend pour la première fois l’air du Ô Canada, un chant patriotique canadien-français qui, dans sa version remaniée et bilinguisée, deviendra plus tard l’hymne national du Canada.

### 1968
En 1968, le défilé sur la rue Sherbrooke dégénère en émeute : des manifestants tentent de s’en prendre au premier ministre fédéral Pierre Elliott Trudeau, assis à la tribune d’honneur. Les affrontements en bordure du Parc La Fontaine mèneront à 125 blessés et 290 arrestations. Cette émeute passera à l’histoire sous le nom de « Lundi de la matraque ».

### 1969
En 1969, malgré une présence policière renforcée à Montréal (plus de 1000 policiers en uniforme), la contestation demeure importante. Au cours du défilé se produit un événement qui marquera les esprits. Après avoir ouvert une brèche dans la barrière qui confinait les spectateurs au trottoir, des manifestants envahissent la rue et se mettent à suivre le dernier char allégorique, qui porte une statue en carton-pâte de Saint-Jean-Baptiste adulte. Alors que le char passe devant l’hôtel Ritz-Carlton de la rue Sherbrooke, des manifestants saisissent le véhicule et le renversent, faisant tomber la statue dans la rue. Dans sa chute, la tête du saint se détache de son corps, rappelant le récit biblique de la mort par décapitation de Jean Baptiste. L’opinion générale voit dans cet incident un symbole fort : l’époque du saint est bel et bien révolue.

### 1975
En cette Année internationale de la femme, c’est l’animatrice Lise Payette qui dirige l’organisation des célébrations du 24 juin à Montréal. La fête sera grandiose : pendant cinq jours, 1 250 000 personnes se rendront sur le mont Royal, appréciant les nombreux concerts et l’ambiance généralement décontractée. C’est lors du spectacle d’ouverture, une célébration de la langue française ironiquement intitulée « Happy Birthday », que Gilles Vigneault chante pour la première fois ce qui deviendra l’hymne officieux du Québec, Gens du pays.

### 1976
Lise Payette reprend la formule de 1975 en organisant au Bois de Coulonge, à Québec, un grand concert en plein air réunissant cinq grands noms de la scène québécoise : Gilles Vigneault, Robert Charlebois, Jean-Pierre Ferland, Claude Léveillée et Yvon Deschamps. Ce spectacle, qui fera l’objet d’un enregistrement, passera à l’histoire sous le nom de « 1 fois 5 ». Le spectacle sera repris deux jours plus tard (le 23 juin) à Montréal, attirant trois cent mille personnes sur le mont Royal.

### 1990
Des célébrations d’envergure sont organisées en vue de la fête nationale de 1990, sur le thème « Un pays à faire rêver ». Mais la veille de la fête, un événement secoue le Québec : l’annonce de l’échec de l’Accord du lac Meech. S’ensuit une véritable explosion d’affirmation nationale. Malgré le report des activités au 25 juin pour cause de mauvais temps, une foule record d’un demi-million de personnes participe au défilé. Un char allégorique y marquera les esprits : un « mouton de Troie » à tête noire,  allusion à la diversité croissante de la société québécoise.
L’engouement se poursuit en soirée lors du concert « Aux portes du pays », qui rassemble cent mille personnes à l’Île Sainte-Hélène; en ouverture, le comédien Jean Duceppe y prononce un discours patriotique qui fera époque.

### 1996
Une émeute impliquant des centaines de jeunes assombrit les festivités du 24 juin à Québec. Les émeutiers provoqueront pour 500 000$ de dommages à l’Assemblée nationale, qui est vandalisée pour la première fois de son histoire. Une centaine de commerces et bureaux sont saccagés et la police procède à 81 arrestations.

## Débats et controverses

### Fête ethnonationale ou fête civique?
Le fait que l’appellation « Saint-Jean » soit encore aujourd’hui souvent utilisée pour désigner les célébrations du 24 juin illustre l’identité encore imprécise de la fête. Même si elle s’est détachée de ses origines religieuses au cours de la Révolution tranquille, son statut « national » et civique décrété en 1977 demeure ambigu de par le simple fait que le Québec n’est pas un État indépendant. Comme le résume Zubrzycki, « Chaque 24 juin, deux rites contradictoires s’amalgament : la fête religieuse de saint Jean-Baptiste, qui célèbre la survivance culturelle et ethnique des Canadiens français du Québec, et la fête nationale, qui célèbre le fait que les Québécois d’origine canadienne-française ont surmonté leur situation de minorité en […] devenant « maîtres chez eux ». La tension entre ces deux identifications s’est manifestée lors des référendums de 1980 et de 1995 sur la souveraineté et se fait sentir chaque année au moment de la Saint-Jean-Baptiste/fête nationale. Les discours et débats sur cette fête sont eux-mêmes devenus un rite annuel de réflexion sur l’identité nationale des Québécois ».

### Fête des Québécois ou fête de tous les Canadiens français?

Sceau de L'Union Saint-Jean-Baptiste d'Amérique

La transition d’une identité canadienne-française à une identité québécoise à partir des années 1960 et la promulgation de la Fête nationale du Québec en 1977 n’a pas été sans provoquer quelques remous au sein de la francophonie canadienne. De leur côté, les francophones du Canada hors-Québec ont aussi vu leurs identités se transformer ; à la réalité canadienne-française se sont ajoutées des références nouvelles,. Un bon exemple de ce phénomène est l’émergence d’une identité franco-ontarienne.
Cela n’empêche pas la fête de la Saint-Jean-Baptiste d’être toujours célébrée par de nombreux francophones de l'Ontario, des provinces maritimes, de l'Ouest canadien ainsi que de la Nouvelle-Angleterre. Les plus importantes célébrations de la Saint-Jean-Baptiste dans le Canada hors-Québec ont lieu dans le cadre du Festival franco-ontarien, qui se tient chaque année à Ottawa. Pour leur part, les Acadiens ont leur propre célébration, la fête nationale de l’Acadie, célébrée tous les 15 août depuis 1881.

## En vidéo
Le documentaire Jour de juin, produit par l’ONF en 1959, illustre bien l’effervescence des célébrations de la Saint-Jean Baptiste à Montréal à la fin des années 50.